# Stockholm Open 1999 - Qualificazioni doppio
Le qualificazioni del doppio  dello  Stockholm Open 1999 sono state un torneo di tennis preliminare per accedere alla fase finale della manifestazione. I vincitori dell'ultimo turno sono entrati di diritto nel tabellone principale. In caso di ritiro di uno o più giocatori aventi diritto a questi sono subentrati i lucky loser, ossia i giocatori che hanno perso nell'ultimo turno ma che avevano una classifica più alta rispetto agli altri partecipanti che avevano comunque perso nel turno finale.
Le qualificazioni del doppio del torneo Stockholm Open 1999 prevedevano 4 coppie partecipanti di cui una è entrata nel tabellone principale.

## Teste di serie
1. Dominik Hrbatý /  Laurence Tieleman (primo turno)

1. George Bastl /  Adam Peterson (Qualificati)

## Qualificati
1. George Bastl  /   Adam Peterson

## Tabellone

### Legenda
| - Q = Qualificato - WC = Wild card - LL = Lucky loser | - ALT = Alternate - SE = Special Exempt - PR = Protected Ranking | - w/o = Walkover - r = Ritirato - d = Squalificato |

|  | Primo turno | Primo turno                           | Primo turno                        | Primo turno | Primo turno |  |  | Ultimo turno | Ultimo turno                       | Ultimo turno                       | Ultimo turno | Ultimo turno |  |
|  |             |                                       |                                    |             |             |  |  |              |                                    |                                    |              |              |  |
|  |             | Tobias Hildebrand Robert Lindstedt    | Tobias Hildebrand Robert Lindstedt | 7           | 7           |  |  |              |                                    |                                    |              |              |  |
|  | 1           | Dominik Hrbatý Laurence Tieleman      | Dominik Hrbatý Laurence Tieleman   | 6           | 6           |  |  |              | Tobias Hildebrand Robert Lindstedt | Tobias Hildebrand Robert Lindstedt | 6            | 3            |  |
|  | 2           | George Bastl Adam Peterson            | 3                                  | 6           | 7           |  |  | 2            | George Bastl Adam Peterson         | George Bastl Adam Peterson         | 7            | 6            |  |
|  |             | Joachim Johansson Andreas Vinciguerra | 6                                  | 3           | 6           |  |  |              |                                    |                                    |              |              |  |